# Capri Leone
Capri Leone ist eine kleine Gemeinde in der Metropolitanstadt Messina in der Region Sizilien in Italien mit 4361 Einwohnern (Stand 31. Dezember 2023).

## Lage und Daten
Capri Leone liegt 117 km westlich von Messina. Die Einwohner arbeiten hauptsächlich in der Landwirtschaft. Es werden Zitrusfrüchte, Obst, Gemüse und Getreide produziert.
Die Nachbargemeinden sind Capo d’Orlando, Frazzanò, Mirto, San Marco d’Alunzio und Torrenova.

## Geschichte
Capri Leone wurde im Jahre 1320 das erste Mal urkundlich erwähnt.

## Sehenswürdigkeiten
- Kathedrale aus dem Mittelalter